# Kerivoula myrella
Kerivoula myrella é uma espécie de morcego da família Vespertilionidae. Endêmica da Papua-Nova Guiné.